# Pumpspeicherkraftwerk Ellrich
Das Pumpspeicherkraftwerk Ellrich war ein geplantes Projekt der Baufirma Strabag, das letztlich nicht realisiert wurde. Es sollte eine Leistung von 640 MW haben und in der Nähe von Nordhausen am Südrand des Harzes stehen. Der Standort ist im „Pumpspeicher-Kataster Thüringen“ enthalten, das das Wirtschaftsministerium 2011 beauftragt hatte.

## Projektdaten
Das untere Becken war im Tal des Bere-Zuflusses Fuhrbach mit einer Fläche von rund 40,8 ha geplant. Der Fuhrbach sollte mit einem 48 Meter hohen Steinschüttdamm aufgestaut werden.
Das Oberbecken sollte südlich von Rothesütte auf dem Kleinen Ehrenberg entstehen.
Beide Becken sollten ein Volumen von 6,3 Mio. m³ erhalten und damit einen ein Volllastbetrieb von 6 Stunden ermöglichen.
Die Baukosten wurden auf bis zu 750 Millionen Euro geschätzt. Im Jahr 2014 war die Inbetriebnahme frühestens für 2021 geplant. Das Projekt wurde Anfang 2015 eingestellt, die Strabag konzentrierte ihre Planungen nun auf das Pumpspeicherkraftwerksprojekt Leutenberg-Probstzella, im Dezember 2022 verkaufte sie die dafür zuständige Projekttochter an Vattenfall.

## Kritik
Das Projekt war in der Bevölkerung und bei den Umweltschutzverbänden stark umstritten und von Beginn an Gegenstand zahlreicher Proteste, politischer Kontroversen sowie medialer Berichterstattung.